# Palazzo Rondinini
Palazzo Rondinini (o Rondanini) è un palazzo settecentesco di Roma.

## Storia e descrizione
Fu costruito dal Marchese Giuseppe Rondinini, collezionista d’arte di origini faentine, su progetto degli architetti Gabriele Valvassori, architetto della famiglia Doria Pamphilj, che realizzò gran parte della struttura esterna, ed Alessandro Dori al quale spettarono la facciata su via del Corso, il cortile e gli ambienti interni, per ospitare degnamente la sua vasta collezione. L'ingresso è marcato da un doppio portale balconato a colonne. 
Il palazzo sorse dall’ampliamento della preesistente costruzione già appartenuta al Cavalier d’Arpino. I lavori durarono quattro anni e furono ultimati nel 1764 con il trasferimento della collezione del Marchese nell’immobile. Questa collezione comprendeva dipinti, sculture, iscrizioni romane, colonne e marmi antichi fra cui una bellissima testa di Medusa: la Medusa Rondanini, oggi conservata alla Gliptoteca di Monaco di Baviera. Tra le varie opere collocate nel palazzo vi era anche la Pietà di Michelangelo, che era stata acquistata nel 1744, oggi conservata nel Castello Sforzesco a Milano.
Il piano nobile ospita sale riccamente affrescate, una sala da ballo ed una galleria. Goethe, durante la sua permanenza a Roma, visitò il palazzo e la sua collezione. Il conte Sanseverino Vimercati, che acquistò il palazzo nel 1904, fece ridecorare in forme neorococò vari ambienti dell'ala ovest.
Dal 1990 e fino al 2023, al piano nobile ha avuto sede il Circolo degli Scacchi.